# Pseudojanira meganesus
Pseudojanira meganesus is een pissebed uit de familie Pseudojaniridae. De wetenschappelijke naam van de soort is voor het eerst geldig gepubliceerd in 2002 door Brian Frederick Kensley & Marilyn Schotte.